# Skuggor ur det förflutna (1947)
Skuggor ur det förflutna (engelska: Out of the Past) är en amerikansk thrillerfilm i genren film noir från 1947 i regi av Jacques Tourneur. I huvudrollerna ses Robert Mitchum och Jane Greer. Filmen är baserad på boken Build My Gallows High skriven av Geoffrey Homes.

## Handling
Jeff Bailey (Robert Mitchum), som arbetar på en bensinstation i en småstad i Kalifornien, blir en dag uppsökt av en man som representerar den kriminella hasardspelaren Whit Sterling (Kirk Douglas). Jeff går med på att träffa Whit men först berättar han om sitt förflutna för sin flickvän Ann.
Jeff var tidigare en privatdetektiv som fick i uppdrag av Whit Sterling att finna rätt på Kathie Moffat (Jane Greer), som skjutit honom och stulit 40 000 dollar. Jeff hittar Kathie i Acapulco och blir förälskad. Tillsammans försöker de hålla sig undan Whit och hans hejdukar. Jeffs kollega Jack Fisher hittar dem i San Francisco och efter ett slagsmål blir Jack skjuten av Kathie. Kathie kör i väg, försvinner och lämnar till Jeff att sopa igen spåren. För att försöka undgå att bli uppspårad byter Jeff efternamn och öppnar en bensinstation.
Tillbaka i nutid anländer Jeff till Whits fastighet och upptäcker till sin förvåning att även Kathie är där. Jeff anlitas för att stjäla några graverande dokument, som finns hos en advokat. Jeff finner advokaten mördad, flyr från polisen och Whits medhjälpare, och försöker lämna landet tillsammans med Kathie, som under tiden mördat Whit. När polisen dyker upp, dödar Kathie Jeff och blir själv skjuten av polisen.

## Rollista
- Robert Mitchum - Jeff Bailey alias Jeff Markham
- Jane Greer - Kathie Moffat
- Kirk Douglas - Whit Sterling
- Rhonda Fleming - Meta Carson
- Richard Webb - Jim
- Steve Brodie - Jack Fisher
- Virginia Huston - Ann Miller
- Paul Valentine - Joe Stefanos
- Dickie Moore - pojken
- Ken Niles - Leonard Eels

## Om filmen
Skuggor ur det förflutna anses vara en av de främsta filmerna inom genren film noir. Den var totalförbjuden i Sverige fram till 1965.
Filmen valdes in i National Film Registry 1991. Den nyinspelades 1984 som Mot alla odds (Against all Odds).